# Wereldkampioenschappen openwaterzwemmen 2024 - Landenwedstrijd
De landenwedstrijd tijdens de wereldkampioenschappen openwaterzwemmen 2024 vond plaats op 8 februari 2024 in de oude haven van Doha, Qatar.

## Uitslag
| Rang   | Land             | Namen                                                                      | Tijd         |
| ------ | ---------------- | -------------------------------------------------------------------------- | ------------ |
| Goud   | Australië        | Moesha Johnson Chelsea Gubecka Nicholas Sloman Kyle Lee                    | 1:03.28,0    |
| Zilver | Italië           | Giulia Gabbrielleschi Arianna Bridi Gregorio Paltrinieri Domenico Acerenza | 1:03.28,2    |
| Brons  | Hongarije        | Bettina Fábián Mira Szimcsák Dávid Betlehem Kristóf Rasovszky              | 1:04.06,8    |
| 4      | Duitsland        | Leonie Beck Celine Rieder Oliver Klemet Arne Schubert                      | 1:04.11,6    |
| 5      | Verenigde Staten | Mariah Denigan Katie Grimes Charlie Clark Michael Brinegar                 | 1:04.16,1    |
| 6      | Frankrijk        | Océane Cassignol Caroline Jouisse Marc-Antoine Olivier Logan Fontaine      | 1:05.05,5    |
| 7      | Portugal         | Mafalda Rosa Angélica André Diogo Cardoso Tiago Campos                     | 1:05:05,7    |
| 8      | Brazilië         | Ana Marcela Cunha Viviane Jungblut Pedro Farias Henrique Figueirinha       | 1:05:36,2    |
| 9      | Argentinië       | Cecilia Biagioli Candela Giordanino Lucas Alba Franco Cassini              | 1:07.03,2    |
| 10     | Canada           | Emma Finlin Laila Oravsky Eric Hedlin Hau-Li Fan                           | 1:07.03,4    |
| 11     | China            | Liu Peixin Zhang Jinhou Mao Yihan Xin Xin                                  | 1:07.17,2    |
| 12     | Montenegro       | Martha Sandoval Santiago Gutiérrez Paulina Alanís Paulo Strehlke           | 1:07.29,5    |
| 13     | Zuid-Korea       | Oh Se-beom Park Jae-hun Lee Hae-rim Park Jung-ju                           | 1:07.55,3    |
| 14     | Tsjechië         | Alena Benešová Lenka Pavlacká Martin Straka Matěj Kozubek                  | 1:08.07,1    |
| 15     | Zuid-Afrika      | Ruan Breytenbach Callan Lotter Amica de Jager Rossouw Venter               | 1:08.42,0    |
| 16     | TUR              | Emir Batur Albayrak Burhanettin Hacı Sağır Sezen Akanda Boz Tuna Erdoğan   | 1:08.42,9    |
| 17     | Chinees Taipei   | Cho Cheng-chi Teng Yu-wen Cho Pei-chi Wang Yi-chen                         | 1:09.37,3    |
| 18     | Hongkong         | Keith Sin Nip Tsz Yin Nikita Lam William Yan Thorley                       | 1:10.10,3    |
| 19     | Kazachstan       | Galymzhan Balabek Diana Taszhanova Mariya Fedotova Lev Cherepanov          | 1:10.44,2    |
| 20     | Venezuela        | Paola Pérez Ruthseli Aponte Johndry Segovia Ronaldo Zambrano               | 1:10.45,5    |
| 21     | Slowakije        | Tomáš Peciar Karolína Valko Lucia Slámová Richard Urban                    | 1:11.56,6    |
| -      | Puerto Rico      | Christian Bayo Jamarr Bruno Alondra Quiles Mariela Guadamuro               | Niet gestart |